# Draganordning

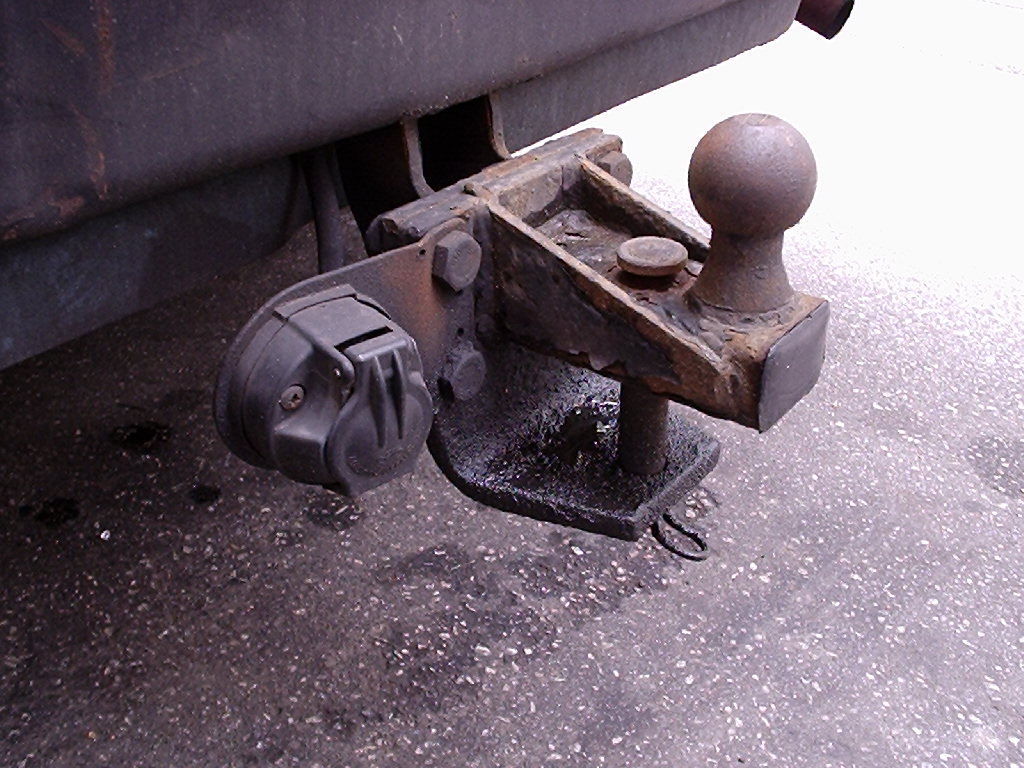
Kombinerad kul- och bygelkoppling samt elektrisk anslutning på personbil.

En draganordning eller på personbilar ofta kallat dragkrok är en anordning som på ett fordon, som till exempel bil, lastbil, traktor eller cykel , ibland även på moped, för att kunna koppla på en släpvagn eller annat släpfordon. På motorfordon och beroende på typ av släpvagn finns tre mycket vanliga typer: kula eller dragkrok på personbilar, bygelkoppling på tyngre fordon som  lastbilar och bussar samt vändskiva eller pivåkoppling för trailerdragare avsedda att dra semitrailers.

## Personbilar

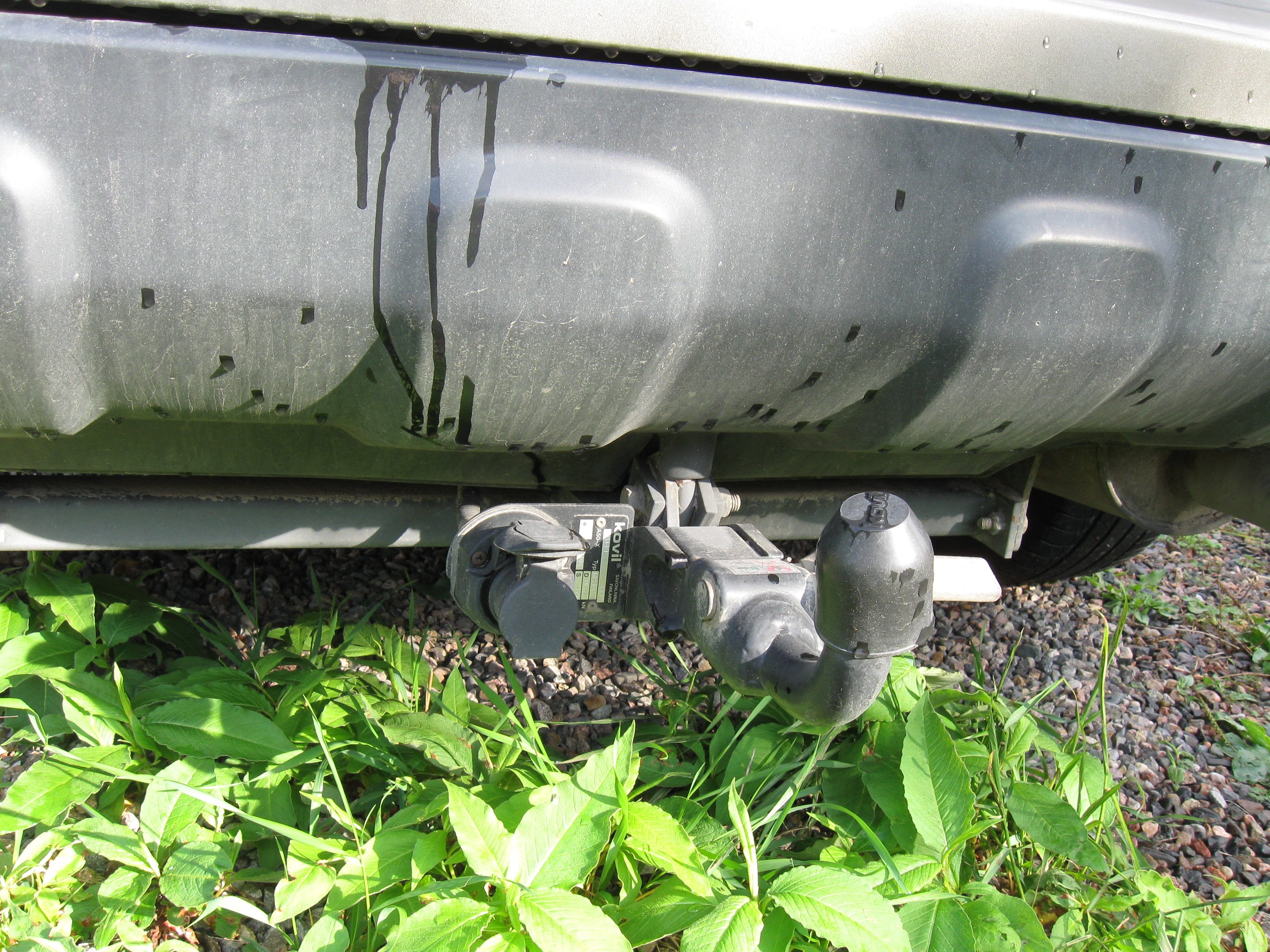

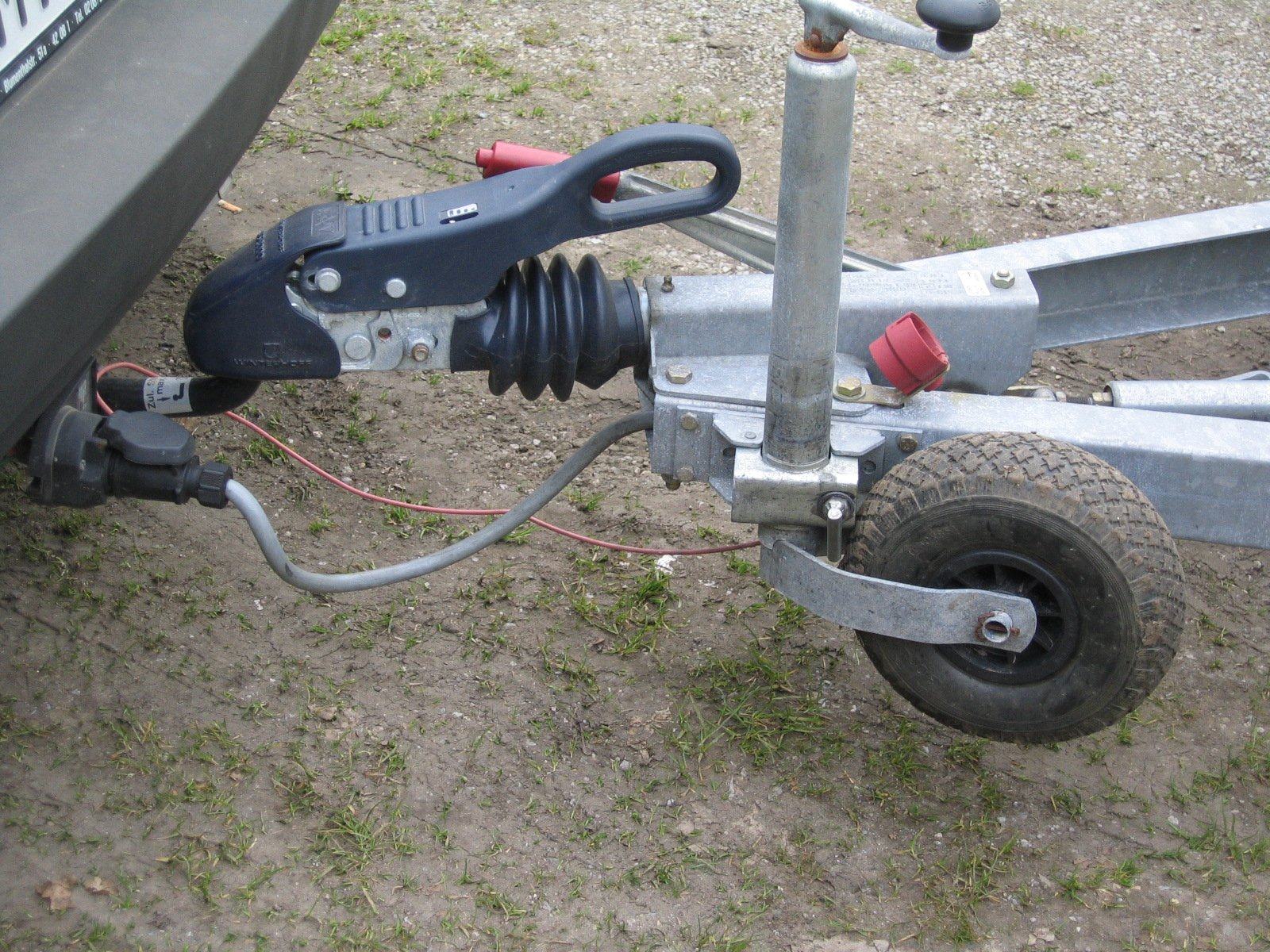

På personbilar används en kopplingsanordning bestående av en kula med diametern 50 mm. På släpet finns en motsvarande handske. Denna kan öppnas genom att lyfta ett handtag vilket ofta är försett med någon slags extra skyddsspärr. När kopplingen är sammankopplad kan inte kulhandsken lyftas av. Det finns även varianter av kopplingsanordningar för personbilar där själva dragkroken kan tas bort när man inte behöver den. För att belysningen ska fungera på släpet finns även en elektrisk koppling. Som extra tillbehör finns cykelhållare som fästes på dragkulan.
Det finns även en kopplingstyp som kallas Duplex, där det även finns en bogseranordning med sprint tillsammans med en vanlig dragkula. (50mm, finns säkert med 60mm också)
En tredje typ kallad Triplex har ytterligare en kopplingsanordning.
Ett triplexdrag har 50mm kula, 60mm kula och en bogseranordning med sprint. Triplexdraget är roterbart för att kunna välja vilken av de tre man vill använda.

## Lastbilar och bussar
Kopplingsanordningar för tunga fordon är gjorda för tyngre belastningar och är mer avancerade än de för personbilar. De har även fler el-, och tryckluftskopplingar för bromssystem och andra funktioner.

### Bygelkoppling
På lastbilar och bussar används en koppling som kallas bygelkoppling för att koppla till kärror och släpvagnar. Motsvarigheten till handsken på dragstången vid personbilens dragkrok är en dragögla. Då dragstången trycks in i kopplingens bygel fälls en bult, fäst i bygeln, automatiskt ner genom dragöglan och kopplingen är låst. En vanlig typ i Sverige är VBG. Olika typer av släpfordon behöver olika egenskaper.
Exempelvis måste en koppling som ska användas till en kärra kunna ta vertikala laster. Tidigare delades draganordningar i kopplingsklasser beroende av vilken typ av släpfordon de skulle användas till. Detta är sedan 2003 inte detaljreglerat men kopplingsanordningen måste fortfarande vara anpassad för det släpfordon som skall kopplas.

### Vändskiva
För semitrailers används en pivotkoppling. Den består av en vändskiva på dragbilen och en tapp på trailern. Tappen går in i ett spår på vändskivan vid hopkoppling och låses automatiskt med vändskivans låsmekanism.

#### Dolly
En variant av draganordning är en dolly som är en, ofta en eller tvåaxlig, släpvagn med dragstång och dragögla och en vändskiva på ovansidan. Denna är för att man ska kunna dra en semitrailer med en dragbil försedd med bygelkoppling.

## Galleri

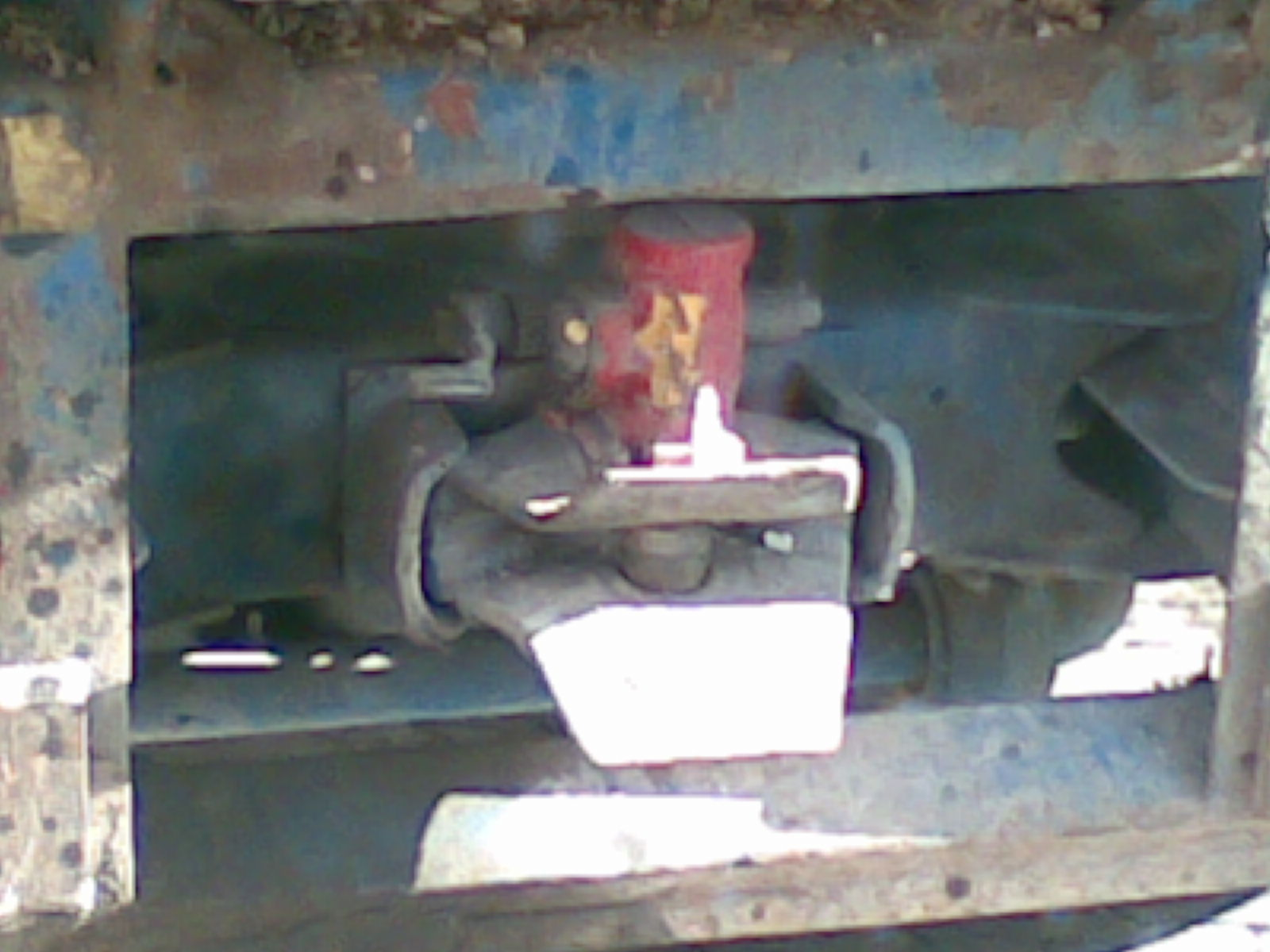
Bygelkoppling av fabrikat VBG
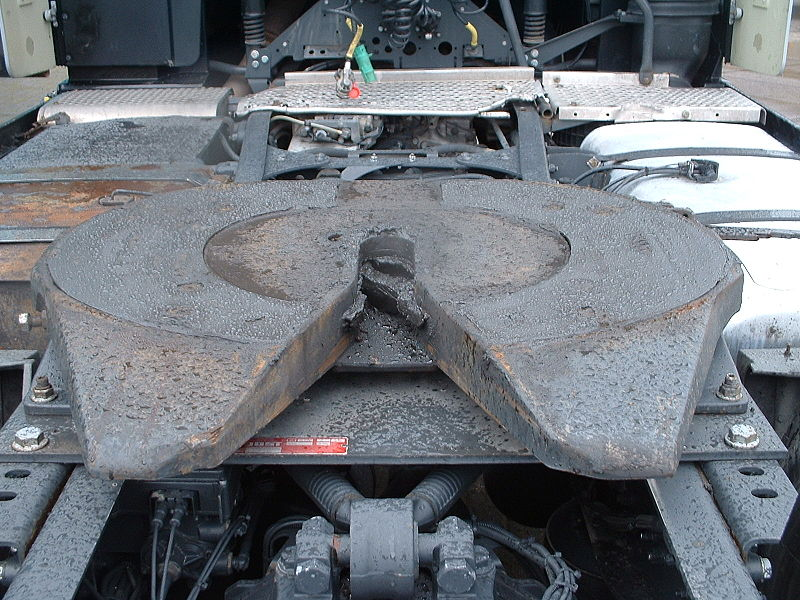
Vändskiva för semitrailer
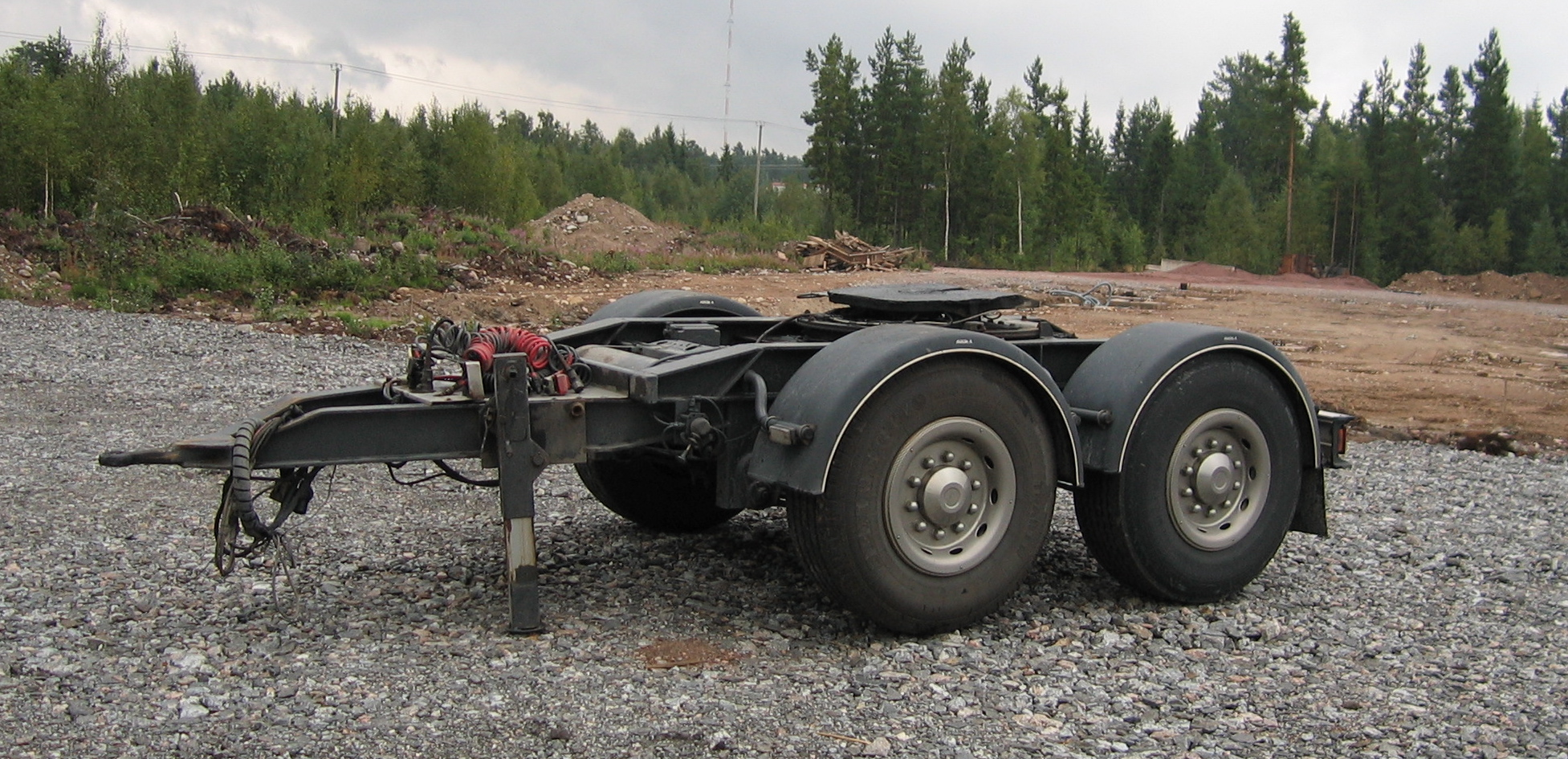
Dolly för semitrailer